# AfD Schleswig-Holstein
Die AfD Schleswig-Holstein ist der Landesverband der rechtspopulistischen und rechtsextremen Partei Alternative für Deutschland in Schleswig-Holstein. Der Landesverband wurde von Doris von Sayn-Wittgenstein als Vorsitzende geführt, bis sie am 28. August 2019 aus der Partei ausgeschlossen wurde. Mit Jörg Nobis als Spitzenkandidaten trat die Landespartei erstmals zur Landtagswahl 2017 an und zog mit einer Fraktion in den Landtag von Schleswig-Holstein ein. Zur Bundestagswahl 2017 trat die AfD mit dem Spitzenkandidaten Bruno Hollnagel und 2025 mit Kurt Kleinschmidt an. Bei der Landtagswahl 2022 scheiterte der Landesverband an der Fünfprozenthürde und ist Stand 2024 parteiintern neben seinem Bremer Pendant einer von zwei Landesverbänden, die nicht in einem Landtag vertreten sind.

## Geschichte
Der Landesverband wurde am 27. April 2013 gegründet. Auf dem Gründungsparteitag in Brügge wurden Jannis Andrae und Ulrike Trebesius zu der Doppelspitze des Landesvorstandes gewählt. Anfang 2015 trat der Co-Sprecher Andrae wegen beruflicher Überlastung von seinem Amt zurück und kandidierte auf dem Parteitag am 21. März nicht erneut als Sprecher, worauf Trebesius alleinige Vorsitzende wurde.
Im Rahmen der Abspaltung der Allianz für Fortschritt und Aufbruch von der AfD kam es auch in der AfD Schleswig-Holstein zu Parteiaustritten sowie Rücktritten, darunter waren neben der Vorsitzenden Ulrike Trebesius und dem Generalsekretär Jürgen Joost auch weitere Mitglieder des Landesvorstandes sowie einige Kreisvorsitzende. Die Mehrheit der Mitglieder des Landesvorstandes Schleswig-Holstein unterstützte den Flügel um Bernd Lucke und unterzeichnete die Gründungserklärung des Vereins Weckruf 2015.
Ein neuer Landesvorstand wurde auf einem außerordentlichen Landesparteitag am 9. August 2015 in Bad Bramstedt gewählt, unter dem Vorsitz von Thomas Thomsen und Markus Scheb. Nach Auseinandersetzungen innerhalb des Vorstands um die Führung der Landespartei trat Scheb zurück und Neuwahlen wurden auf einem Landesparteitag am 16. April 2016 angesetzt. Nach Vorwürfen gegen ihn verließ Thomsen diesen Parteitag vorzeitig, sodass bei den Neuwahlen Bruno Hollnagel und Jörg Nobis neue Vorsitzende wurden.
Der ehemalige Landesvorsitzende Thomas Thomsen strengte ein zivilrechtliches Verfahren am Landgericht Kiel an, da bei dem Parteitag im April 2016 Dutzende Mitglieder bewusst nicht eingeladen worden seien. Hollnagel und Nobis wiesen den Vorwurf zurück. Das Landgericht entschied, die Klage sei zu diesem Zeitpunkt nicht zulässig, da zunächst das parteiinterne schiedsgerichtliche Verfahren durchlaufen werden müsse. Im Mai 2017 urteilte das Landesschiedsgericht der AfD, dass die Wahl des Landesvorstandes im April 2016 wegen fehlerhafter Einberufung des Landesparteitages rechtswidrig war und wiederholt werden müsse. Der Landesvorstand legte daraufhin Berufung vor dem Bundesschiedsgericht ein. Infolge Rückzugs des Schatzmeisters Bernhard Noack und seines Stellvertreters und dem darauffolgenden Rücktritt dreier Vorstandsmitglieder, u. a. des Landesvorsitzenden Bruno Hollnagel, reduzierte sich die Anzahl der Vorstandsmitglieder von 13 auf 6, sodass laut Satzung der Landesvorstand unverzüglich neu zu wählen oder wieder zu vervollständigen war. Auf einem Landesparteitag am 8. und 9. Juli wurde – nach einer Satzungsänderung, die künftig nur noch neun Vorstandsmitglieder vorsieht – ein komplett neuer Vorstand gewählt.
Der AfD-Bundesvorstand beschloss am 17. Dezember 2018 gegen die damalige Landesvorsitzende Doris von Sayn-Wittgenstein ein Parteiausschlussverfahren zu starten. Ein Grund dafür ist, dass Sayn-Wittgenstein 2014 den als rechtsextrem geltenden Verein Gedächtnisstätte e. V. beworben hatte und Mitglied sein soll. Letzteres soll sie in Fraktionskreisen bestätigt haben – sie bestreitet dies jedoch. Außerdem wurde Sayn-Wittgenstein „vor dem Hintergrund mutmaßlich strafrechtlich relevanter Vorgänge“ die weitere Ausübung von Parteiämtern, bis zum Abschluss des Verfahrens vor dem Schiedsgericht, untersagt. Infolgedessen übernahmen die beiden bisherigen stellvertretenden Landesvorsitzenden Bruno Hollnagel und Matthias Niemeyer die Führung des Landesverbandes. Am 29. Juni 2019 wurde Doris von Sayn-Wittgenstein erneut zur Landesvorsitzenden gewählt. Seit ihrem Parteiausschluss am 28. August 2019 bis Ende August 2022 war das Amt des Landesvorsitzenden unbesetzt. Beim Parteitag 2021 hatte in mehreren Wahlgängen kein Kandidat für den Landesvorsitz eine Mehrheit erhalten.
Bei der Landtagswahl am 8. Mai 2022 scheiterte die AfD Schleswig-Holstein mit 4,4 % an der 5-Prozent-Hürde und verpasste damit den Wiedereinzug in den Landtag. Es war das erste Mal seit 2013, dass die AfD bei einer Landtagswahl die Sperrklausel nicht überwand und aus einem Landesparlament ausschied.
Mit 8,1 Prozent hatte die AfD bei den Kommunalwahlen in Schleswig-Holstein 2023 2,6 Prozentpunkte Zugewinn zur letzten Wahl. Als Reaktion darauf veröffentlichten alle im Schleswig-Holsteinischen Landtag vertretenen Parteien ein gemeinsames Positionspapier, in dem sie jegliche Zusammenarbeit mit der AfD, weder in direkter noch indirekter Form, ablehnten.
Bei der Europawahl 2024 erreichte die AfD in Schleswig-Holstein mit 12,2 % erstmals ein zweistelliges Wahlergebnis. Mit Volker Schnurrbusch (Platz 16) und Julian Flak (Platz 19) verfehlten jedoch beide schleswig-holsteinischen Mitglieder der Kandidatenliste der AfD den Einzug ins europäische Parlament.
Bei der Bundestagswahl 2025 konnte die AfD in Schleswig-Holstein ihren bisherigen Bestwert von der Europawahl überbieten und erreichte 16,3 %. Der schleswig-holsteinische Landesverband wird künftig mit fünf Abgeordneten im Bundestag vertreten sein. Des Weiteren konnte die AfD Schleswig-Holstein auch noch ein Mandat im Europäischen Parlament gewinnen, da Maximilian Krah nach seinem Wahlsieg im Bundestagswahlkreis Chemnitzer Umland – Erzgebirgskreis II in den Bundestag einziehen konnte, infolgedessen sein EU-Mandat abgab und mit Volker Schnurrbusch ein Schleswig-Holsteiner erster Nachrücker auf der Wahlliste der AfD war.

## Organisation
Die Landesgeschäftsstelle befindet sich in Kiel. Für parteiinterne Streitigkeiten gibt es ein Landesschiedsgericht.
| Nr.                               | Datum                  | Ort              | Landesvorsitzende(r) / Spitzenkandidat(in) | Wahlergebnis | Thema                                                                                   |
| --------------------------------- | ---------------------- | ---------------- | ------------------------------------------ | ------------ | --------------------------------------------------------------------------------------- |
| 01. Landesparteitag               |                        |                  | Jannis Andrae Ulrike Trebesius             |              | Gründung des Landesverbandes; Wahl des Landesvorstandes                                 |
| Landeswahlversammlung             |                        |                  |                                            |              | Wahl der Landesliste zur Bundestagswahl 2013                                            |
| Außerordentlicher Landesparteitag | 23. November 2013      | Neumünster       |                                            |              |                                                                                         |
|                                   | 21. März 2015          | Kiel             | Ulrike Trebesius                           | 79 %         | Änderung der Landessatzung; Neuwahl des Landesvorstandes                                |
|                                   | 16. April 2016         | Henstedt-Ulzburg | Bruno Hollnagel Jörg Nobis                 |              | Neuwahl des Landesvorstandes                                                            |
|                                   | 10./11. September 2016 | Rendsburg        |                                            |              | Beschluss des Wahlprogramms zur Landtagswahl 2017                                       |
|                                   | 15. Oktober 2016       |                  | Jörg Nobis                                 | 79 %         | Wahl der Landesliste zur Landtagswahl 2017                                              |
| Landeswahlversammlung             | 28./29. Januar 2017    | Kaltenkirchen    |                                            |              | Wahl der Landesliste zur Landtagswahl 2017 Wahl der Landesliste zur Bundestagswahl 2017 |
|                                   | 8./9. Juli 2017        | Henstedt-Ulzburg | Doris von Sayn-Wittgenstein                |              | Neuwahl des Landesvorstandes                                                            |
| 0. Landesparteitag                | 13. Oktober 2018       | Henstedt-Ulzburg |                                            |              |                                                                                         |
| 0. Landesparteitag                | 29./30. Juni 2019      | Henstedt-Ulzburg | Doris von Sayn-Wittgenstein                | 56 %         | Neuwahl des Landesvorstandes                                                            |
| 0. Landesparteitag                | 5. Juni 2021           | Büdelsdorf       |                                            |              | Neuwahl des Landesvorstandes                                                            |
| Landeswahlversammlung             | 6. Juni 2021           | Büdelsdorf       | Uwe Witt                                   |              | Wahl der Landesliste zur Bundestagswahl 2021                                            |
| Landeswahlversammlung             | 5./6. Februar 2022     | Elmshorn         | Jörg Nobis                                 |              | Wahl der Landesliste zur Landtagswahl 2022                                              |
| 0. Landesparteitag                | 27./28. August 2022    | Henstedt-Ulzburg | Kurt Kleinschmidt                          |              | Neuwahl des Landesvorstandes                                                            |
| 0. Landesparteitag                | 16. September 2023     | Henstedt-Ulzburg |                                            |              | Resolutionen verabschiedet, Änderung der Landessatzung                                  |
| 0. Landesparteitag                | 2. November 2024       | Henstedt-Ulzburg | Kurt Kleinschmidt                          | 54 %         | Neuwahl des Landesvorstandes, Resolutionen verabschiedet                                |
| Landeswahlversammlung             | 3. November 2024       | Henstedt-Ulzburg |                                            |              | Wahl der Landesliste zur Bundestagswahl 2025                                            |

### Landesvorstand
Der aktuell amtierende Landesvorstand wurde am 27. August 2022 gewählt. Stand September 2024 setzt er sich aus folgenden Mitgliedern zusammen:
| Landesvorsitzender                 | Kurt Kleinschmidt                                     |
| Stellvertretende Landesvorsitzende | Volker Schnurrbusch, Julian Flak                      |
| Schatzmeisterin                    | Andrea Gaidetzka                                      |
| Stellvertretender Schatzmeister    | Andrej Claasen                                        |
| Beisitzer                          | Kevin Dorow, Nicole Baer, Fabian Voß, Arnulf Fröhlich |

### Kreisverbände
Der Landesverband besteht aus derzeit 14 Kreisverbänden.
| Kreisverband          | Vorsitzende(r)             |
| --------------------- | -------------------------- |
| Dithmarschen          | Mario Reschke              |
| Flensburg-Schleswig   | Jan Petersen-Brendel       |
| Herzogtum Lauenburg   | vakant                     |
| Kiel                  | Eike Reimers               |
| Lübeck                | Andrea Gaidetzka           |
| Neumünster            | Berith-Karoline Ortfeld    |
| Nordfriesland         | Kurt Kleinschmidt          |
| Ostholstein           | Volker Schnurrbusch        |
| Pinneberg             | Nicole Baer                |
| Plön                  | Alexis Giersch             |
| Rendsburg-Eckernförde | Sven Chilla                |
| Segeberg              | Julian Flak + Sven Wendorf |
| Steinburg             | Ralf Kirbach               |
| Stormarn              | Arnulf Fröhlich            |

### Parteivorsitzende
| Amtszeit                    | Parteivorsitzende(r)                               |
| --------------------------- | -------------------------------------------------- |
| April 2013 – März 2015      | Jannis Andrae, Ulrike Trebesius                    |
| März 2015 – Juli 2015       | Ulrike Trebesius                                   |
| August 2015 – März 2016     | Thomas Thomsen, Markus Scheb                       |
| März 2016 – Mai 2017        | Bruno Hollnagel, Jörg Nobis                        |
| Mai 2017 – Juli 2017        | Jörg Nobis (kommissarisch)                         |
| Juli 2017 – Dezember 2018   | Doris von Sayn-Wittgenstein                        |
| Dezember 2018 – Juni 2019   | Bruno Hollnagel, Matthias Niemeyer (kommissarisch) |
| Juni 2019 – August 2019     | Doris von Sayn-Wittgenstein                        |
| August 2019 – November 2019 | Roland Kaden, Joachim Schneider (kommissarisch)    |
| November 2019 – Mai 2022    | Joachim Schneider (kommissarisch)                  |
| August 2022 – aktuell       | Kurt Kleinschmidt                                  |

### Junge Alternative Schleswig-Holstein
Die Junge Alternative Schleswig-Holstein war die Jugendorganisation der AfD Schleswig-Holstein. Sie wurde am 29. August 2014 gegründet und am 9. März 2025 aufgelöst. Die JA Schleswig-Holstein war in 3 Regionalverbänden (Westküste, Ostküste und Südholstein) organisiert.

## Wahlergebnisse
| Landtagswahlen | Landtagswahlen | Landtagswahlen | Landtagswahlen | Landtagswahlen      |
| Jahr           | Stimmenanzahl  | Stimmenanteil  | Sitze          | Spitzenkandidat(in) |
| -------------- | -------------- | -------------- | -------------- | ------------------- |
| 2017           | 86.711         | 5,9 %          | 5              | Jörg Nobis          |
| 2022           | 61.169         | 4,4 %          | 0              | Jörg Nobis          |

| Bundestagswahlen | Bundestagswahlen | Bundestagswahlen | Bundestagswahlen | Bundestagswahlen    |
| Jahr             | Stimmenanzahl    | Stimmenanteil    | Sitze            | Spitzenkandidat(in) |
| ---------------- | ---------------- | ---------------- | ---------------- | ------------------- |
| 2013             | 74.346           | 4,6 %            | 0                | Ulrike Trebesius    |
| 2017             | 140.238          | 8,2 %            | 2                | Bruno Hollnagel     |
| 2021             | 119.566          | 6,8 %            | 2                | Uwe Witt            |
| 2025             | 306.191          | 16,3 %           | 5                | Kurt Kleinschmidt   |

| 2014 | 66.109  | 6,8 %  |
| 2019 | 100.258 | 7,5 %  |
| 2024 | 180.443 | 12,2 % |

| 2018 | 61.145 | 5,5 % |
| 2023 | 94.870 | 8,1 % |

## Landtagsfraktion
Seit der Landtagswahl am 8. Mai 2022 ist die AfD Schleswig-Holstein nicht mehr im Landtag vertreten. Eine AfD-Landtagsfraktion ist entsprechend nicht vorhanden.
2017–2022
Die gewählten Mitglieder der AfD im Schleswig-Holsteinischen Landtag waren:
| Abgeordnete(r)                                                      | Einzug über   | Funktionen / Mitgliedschaften           |
| ------------------------------------------------------------------- | ------------- | --------------------------------------- |
| Frank Brodehl (09/20 aus Partei und Fraktion ausgetreten)           | Listenplatz 4 |                                         |
| Jörg Nobis                                                          | Listenplatz 1 | Fraktionsvorsitzender                   |
| Doris von Sayn-Wittgenstein (12/18 aus der Fraktion ausgeschlossen) | Listenplatz 3 | ehemalige Landesvorsitzende             |
| Claus Schaffer                                                      | Listenplatz 2 | stellvertretender Fraktionsvorsitzender |
| Volker Schnurrbusch                                                 | Listenplatz 5 | parlamentarischer Geschäftsführer       |

Die Landesvorsitzende Doris von Sayn-Wittgenstein wurde am 4. Dezember 2018 aus der Fraktion ausgeschlossen. Anlass war, dass Sayn-Wittgenstein 2014 den von der Holocaustleugnerin Ursula Haverbeck-Wetzel mitgegründeten, als rechtsextrem geltenden Verein Gedächtnisstätte e. V. beworben hatte. Angeblich soll sie in Fraktionskreisen behauptet haben, auch Mitglied des Vereins gewesen zu sein, dies bestreitet sie aber.
Am 25. September 2020 erklärte Frank Brodehl seinen Austritt aus der Partei und Fraktion. Er begründete diesen Schritt mit der „Zunahme völkisch-nationalistischer Kräfte“ im Landesverband der Partei. Nach dem Ausschluss von Doris von Sayn-Wittgenstein und dem Austritt von Frank Brodehl aus der Fraktion erfüllt die AfD-Fraktion nicht mehr die Mindestanzahl an Fraktionsmitgliedern von vier Abgeordneten und wurde aufgelöst.

## Landesgruppe im Deutschen Bundestag

### 2017–2021
Die Landesliste zur Bundestagswahl 2017 wurde auf einem zweitägigen Parteitag in Kaltenkirchen am 14./15. Januar 2017 aufgestellt.
| Abgeordneter    | Listenplatz   | Anmerkungen                                                         |
| --------------- | ------------- | ------------------------------------------------------------------- |
| Bruno Hollnagel | Listenplatz 1 | Stellvertretender Landesvorsitzender                                |
| Axel Gehrke     | Listenplatz 2 | Verstarb am 22. September 2021, kurz vor Ende der Legislaturperiode |
| Gereon Bollmann | Listenplatz 3 | Am 1. Oktober 2021 für Axel Gehrke nachgerückt.                     |

### 2021–2025
| Abgeordneter                                              | Listenplatz   | Anmerkungen |
| --------------------------------------------------------- | ------------- | ----------- |
| Uwe Witt (seit 12/21 aus Partei und Fraktion ausgetreten) | Listenplatz 1 |             |
| Gereon Bollmann                                           | Listenplatz 2 |             |

Am 30. Dezember 2021 erklärte Uwe Witt seinen Austritt aus Partei und Fraktion. Er begründete seine Entscheidung mit „Grenzüberschreitung“ von anderen AfD-Mitgliedern. Er habe bereits früher darauf hingewiesen, dass er Konsequenzen ziehen werde, falls diese „Grenzüberschreitungen“ die Bundestagsfraktion erreichen sollten oder der Bundesvorstand dagegen „keine klare Kante“ zeige.

### Seit 2025
| Abgeordneter        | Listenplatz   | Anmerkungen                         |
| ------------------- | ------------- | ----------------------------------- |
| Kurt Kleinschmidt   | Listenplatz 1 |                                     |
| Gereon Bollmann     | Listenplatz 2 |                                     |
| Volker Schnurrbusch | Listenplatz 3 | verzichtet zugunsten des EU-Mandats |
| Kerstin Przygodda   | Listenplatz 4 |                                     |
| Sven Wendorf        | Listenplatz 5 |                                     |
| Alexis Giersch      | Listenplatz 6 | Nachrücker für Schnurrbusch         |

Am 26. Februar 2025 gab Volker Schnurrbusch bekannt, dass er das Bundestagsmandat nicht antreten, sondern stattdessen im europäischen Parlament die Nachfolge des ebenfalls in den Bundestag gewählten Maximilian Krah antreten werde. An Stelle von Schnurrbusch wird Alexis Giersch für die AfD Schleswig-Holstein in den Bundestag einziehen.